# Конопиште (Кавадарци)
Конопиште (мкд. Конопиште) је насеље у Северној Македонији, у јужном делу државе. Конопиште је насеље у оквиру општине Кавадарци.
У раздобљу 1994-2004. године Конопиште је било седиште истоимене општине, која је потом припојена општини Кавадарци.

## Географија
Конопиште је смештено у јужном делу Северне Македоније, близу државне границе са Грчком - 10 km јужно од насеља. Од најближег већег града, Кавадараца, насеље је удаљено 35 km јужно.
Насеље Конопиште се налази у планинској области Бошава. Насеље је смештено у долини речице Бошаве, подно планине Кожуф, која се издиже јужно од насеља. Насеље је положено на приближно 670 метара надморске висине. 
Месна клима је континентална.

## Становништво
Конопиште је према последњем попису из 2002. године имало 55 становника.
Већинско становништво у насељу су етнички Македонци (100%).
Претежна вероисповест месног становништва је православље.